# Yushipi
Die Kaiserliche Speiseliste (chinesisch 玉食批 Yushipi) ist ein anonymer, lediglich aus ca. 550 Schriftzeichen bestehender Text in einem Band (juan) aus der Zeit der Südlichen Song-Dynastie. 
Er enthält eine Liste von Gerichten des Kaiserhofes auf der extravagante Speisen und Getränke des Kaisers, des Kronprinzen und der hohen Beamten verzeichnet sind. Zugleich werden sie, allerdings in unzureichender Form, kurz erläutert. 
In der alten Buchreihe namens Shuofu (说郛) ist ein früher Druck enthalten. 